# Шопско сирење
Сирење или Шопско сирење (буг. сирене) такође познат као „бяло саламурено сирене“ је врста сланог сира који се производи на Балкану, посебно је популаран у Бугарској, Србији, Црној Гори, Босни и Херцеговини, Северној Македонији, Румунији, Албанији, Грчкој, као и у Израелу и Либану. Прави се од козјег, овчијег или крављег млека или мешавине поменутих.  Сир је са најмање 46–48% суве материје која садржи 44–48% масти.  Обично се производи у блоковима и има благо зрнасту текстуру. Користи се као стони сир, у салатама и у печењу.
Сирење је, заједно са јогуртом, национална храна свих земаља на Балкану, са много националних и регионалних варијација.

## Слични сиреви у другим земљама
Многи балкански и други сиреви су слични (али не и исти као) сирење и познати су под разним именима. Локални потрошачи сваке земље обично су добро свесни разлика између различитих белих сирева. Део разлика је у томе што су расе оваца и коза у сваком региону различите, а њихова храна може имати специфичне регионалне карактеристике које утичу на укус и текстуру сира направљеног од њиховог млека.
- Албанија: djathë i bardhë
- Чешка: Balkánský sýr
- Грчка: Фета
- Иран: Lighvan или Tabrizi paneer
- Израел: בולגרית
- Лебанон:  بلغاري
- Мексико: Cotija cheese
- Румунија: Telemea
- Русија: Брынза
- Турска: Beyaz peynir
- Украјина: Бринза